# Изнасилование в уголовном праве России
Изнасилование в уголовном праве России — преступление, ответственность за которое предусмотрена в статье 131 УК РФ. Изнасилование определяется Уголовным кодексом как половое сношение с применением насилия или с угрозой его применения к потерпевшей или к другим лицам либо с использованием беспомощного состояния потерпевшей.

## История
Русскому праву уголовная ответственность за изнасилование известна со времён первых памятников права, в частности, Русской Правды. Первым известным актом российского права, устанавливающим ответственность за изнасилование, является Устав Ярослава Мудрого. Сословная направленность данного акта проявлялась в дифференциации наказания в зависимости от социального положения потерпевшей: например, насилие над боярской дочерью или женой наказывалось более строго. Новгородские законы также предусматривали ответственность за изнасилование. При этом даже женщины холопского сословия могли быть потерпевшими от изнасилования (не своим господином): в результате они отпускались на волю.
В XVI веке за изнасилование назначалось наказание в виде каторжных работ сроком от 4 до 8 лет, а за изнасилование, соединённое с растлением — от 10 до 12 лет.
Артикул воинский Петра I также предусматривал ответственность за изнасилование. Дела по данной категории преступлений возбуждались, если имелись свидетельства того, что потерпевшая криком призывала на помощь. Потерпевшей от изнасилования не могла быть жена или невеста, однако изнасилованной могла признаваться «блудница» (однако на её показания нельзя было ссылаться при доказывании деяния). В качестве наказания предлагалось две альтернативы: смертная казнь («голову отсечь») или пожизненные каторжные работы («вечно на галеры сослать»).
Ответственность за изнасилование предусматривалась и в иных уголовно-правовых актах Российской Империи и во всех уголовных кодексах РСФСР. Так, Уложение о наказаниях уголовных и исправительных 1845 года предусматривало ответственность за простое и квалифицированное изнасилование.
УК РСФСР 1922 года предусматривал ответственность за изнасилование в статье 169. Единственным предусмотренным в законе отягчающим ответственность обстоятельством являлось самоубийство потерпевшей.

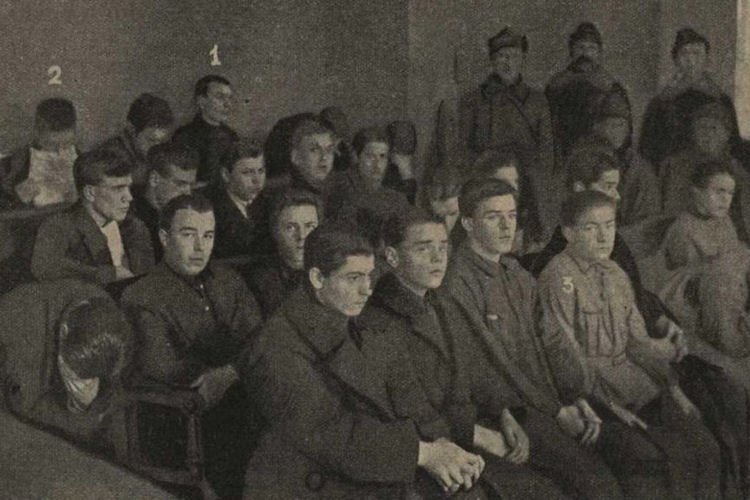
Обвиняемые по «чубаровскому делу» в суде

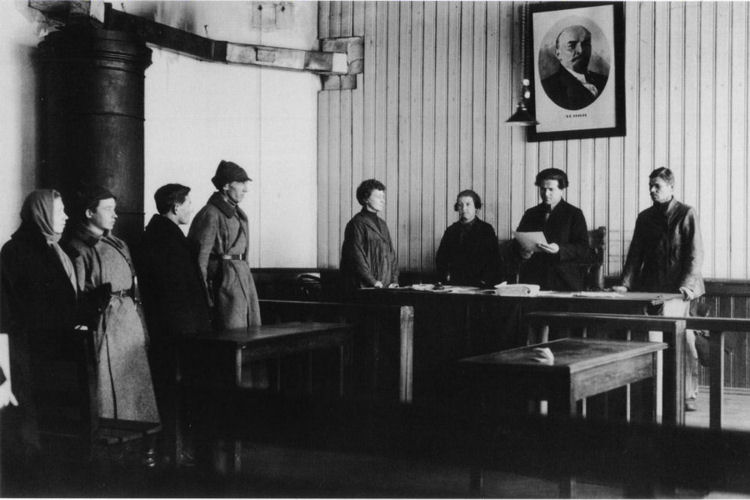
Зачтение приговора по «чубаровскому делу»

В УК РСФСР 1926 года изнасилованию была посвящена статья 153. Определялось данное деяние как половое сношение с применением насилия, угроз, запугивания или с использованием путём обмана беспомощного состояния потерпевшего лица. Квалифицирующими признаками являлись самоубийство потерпевшей, групповой способ совершения преступления и изнасилование лица, не достигшего половой зрелости. Указ Президиума Верховного Совета СССР от 4 января 1949 года включил в данную статью ещё один квалифицирующий признак — наступление в результате изнасилования тяжких последствий.
Особенностью данной нормы являлось то, что в ней не было указаний на женский пол потерпевшей. Ввиду этого до принятия постановления ЦИК СССР от 7 марта 1934 года, установившего ответственность за мужеложство, в литературе и судебной практике предлагалось квалифицировать насильственное мужеложство как изнасилование.
Кроме того, наблюдались случаи квалификации изнасилования, совершённого группами из большого числа участников, либо совершённого с особым цинизмом, из хулиганских побуждений как бандитизма:
УК РСФСР 1960 года устанавливал ответственность за изнасилование в статье 117. Изначально данная статья состояла из трёх частей. 7 мая 1980 года ответственность за изнасилование была дифференцирована и усилена: введены новые квалифицирующие признаки, уже имевшиеся разделены и конкретизированы, выделена четвёртая часть статьи 117.
УК РФ в целом не изменил радикально норму об изнасиловании, содержавшуюся в статье 117 УК РСФСР 1960 года. Новый закон включал в основном изменения, уточняющие отдельные признаки изнасилования. Так, угроза при изнасиловании стала однозначно трактоваться как угроза насилием. Кроме того, появилось указание на возможность применения угрозы к другим лицам, помимо потерпевшей. Содержание понятия «половое сношение» было сужено: так называемые «извращённые формы» насильственного полового сношения вошли в понятие «насильственные действия сексуального характера» и стали наказываться ст. 132 УК РФ. В УК РФ были включены квалифицирующие признаки изнасилования, неизвестные УК РСФСР:
- совершение данного деяния лицом, ранее совершившим насильственные действия сексуального характера (позже исключён ФЗ от 8 декабря 2003 года № 162);
- совершение изнасилования с особой жестокостью по отношению к потерпевшей или к другим лицам (например, причинение сильной боли, совершение преступления в присутствии близких родственников);
- заражение потерпевшей венерическим заболеванием или ВИЧ-инфекцией в результате изнасилования;
- причинение потерпевшей по неосторожности тяжкого вреда здоровью или смерти, наступление иных тяжких последствий (например, самоубийства потерпевшей).

Часть этих последствий изнасилования ранее рассматривалась как составляющая «особо тяжких последствий», о которых УК РФ не упоминает.
Редакция статьи 131 УК РФ неоднократно менялась. Так, ФЗ от 8 декабря 2003 года № 162 был исключён квалифицирующий признак «совершенное неоднократно или лицом, ранее совершившим насильственные действия сексуального характера». ФЗ от 27.07.2009 № 215-ФЗ существенно усилена ответственность за изнасилование несовершеннолетних и малолетних потерпевших, а также исключено указание на заведомость осознания возраста таких потерпевших. ФЗ от 27.12.2009 № 377-ФЗ в квалифицированные составы изнасилования введено дополнительное наказание в виде ограничения свободы. ФЗ от 29.02.2012 № 14-ФЗ вновь усилена ответственность за изнасилование несовершеннолетних и малолетних потерпевших. Введена возможность назначения пожизненного лишения свободы за совершение изнасилования малолетней лицом, ранее судимым за преступление против половой неприкосновенности несовершеннолетнего. Кроме того, предусмотрено, что лица моложе 12 лет в любом случае должны признаваться находящимися в беспомощном состоянии.

## Состав преступления

### Объект преступления
Основным непосредственным объектом изнасилования является половая свобода (право по своему выбору вступать в половые отношения с определённым партнёром) или половая неприкосновенность женщины. Половая неприкосновенность рассматривается как объект изнасилования лишь применительно к потерпевшим, не достигшим 16-летнего возраста, либо не способным дать согласие на половое сношение вследствие слабоумия или иного расстройства психики.
В качестве дополнительного факультативного объекта изнасилования могут рассматриваться телесная неприкосновенность, здоровье и жизнь потерпевшей. Кроме того, изнасилование несовершеннолетней и малолетней потерпевшей (пункт «а» части 3 статьи 131, пункт «б» части 4 статьи 131) посягает также на интересы нормального психического и физического развития несовершеннолетних.
Потерпевшей от изнасилования может являться только женщина. В настоящее время вопрос о возможности признания женщины потерпевшей от изнасилования не может ставиться в зависимость от её социального статуса, взаимоотношений с потерпевшим, морального облика, состояния психики и предшествующего поведения.
В истории уголовного права спорным являлся вопрос о возможности изнасилования собственной жены, а также проститутки. Так, И. Я. Фойницкий писал, что изнасилована не может быть жена, и даже просто женщина, с которой виновное лицо состоит в длительной связи; по его мнению, ответственность в данном случае может наступать за применение насилия само по себе, но не за изнасилование. А. В. Лохвицкий обосновывает данную позицию тем, что «если бы жена и сопротивлялась его [мужа] желанию и он употребил насилие для удовлетворения, он всё-таки не может быть наказан как изнасилователь на том основании, что совокупление есть конечная цель брака, и женщина, вступая в супружество, тем самым отрекается в отношении мужа от права неприкосновенности». С данным высказыванием солидаризуются и некоторые современные учёные (правда, признавая право женщины на несогласие с необходимостью выполнять извращённые половые потребности, а также учитывая возможность фактического прекращения брачных отношений).
Большая часть юристов в СССР и России придерживалась и придерживается противоположной точки зрения. Возможность изнасилования жены обосновывается тем, что брачный союз, хотя и предполагает наличие «супружеского долга», под которым понимаются обещания взаимной физической близости, является равноправным, не допускающим принуждения со стороны одного из субъектов. Ни закон, ни современная общественная мораль не связывают вступление в брак с отказом от права на половую свободу, не признают обязанности женщины в любой удобный для мужа момент удовлетворять его половую потребность. Напротив, брачные отношения связываются с взаимным уважением потребностей и чувств друг друга, так что муж должен согласовывать свои потребности и желания с потребностями и желаниями жены.
Имеет специфику уголовно-правовая оценка полового сношения, осуществляемого постоянным половым партнёром в отношении женщины, находящейся в беспомощном состоянии вследствие опьянения. Указывается, что, как правило, в такой ситуации у мужчины обычно (если ему не известно обратное) имеются все основания предполагать наличие согласия на вступление в половые отношения. Ввиду этого в литературе предлагается не квалифицировать данное деяние как изнасилование, если потерпевшая заранее не высказала нежелание на вступление в такой половой контакт.
По поводу невозможности изнасилования проститутки высказывался А. Фейербах, который заявлял, что в данном случае квалификация должна осуществляться по общим нормам о преступлениях против личности. По его словам, «изнасилование в качестве предмета посягательства предполагает непорочную женщину, образ жизни которой показывает, что она не представляет своё тело для удовлетворения похоти любого человека». Н. Неклюдов указывал, что признание женщины потерпевшей от изнасилования предполагает посягательство на её честь и целомудрие, которые, по его мнению, отсутствуют у проституток. Схожие суждения высказывали Н. С. Таганцев и И. И. Фойницкий, которые указывали, что нахождение проститутки в публичном доме, в обстановке продажного разврата заставляет лицо, осуществляющее принуждение, заподозрить его притворность, неискренность, что исключает изнасилование. Однако данные учёные, как и большинство криминалистов, признавали возможность изнасилования проститутки в условиях, когда она не исполняет своих «профессиональных обязанностей», и когда не возникает сомнений в том, что оказываемое сопротивление носит реальный характер.
В настоящее время подобные воззрения не находят поддержки у учёных и практиков. Считается, что предоставление женщине права по своей воле выбирать половых партнёров не может ставиться в зависимость от рода её занятий, морального облика или характера поведения. Подобные разъяснения встречаются в судебной практике ещё с 1920-х годов.
В то же время, отмечается, что нередко потерпевшие от изнасилования сами создают ситуацию, провоцирующую виновного на совершение действий сексуального характера. Ввиду этого некоторые учёные (например, А. П. Дьяченко) выдвигают предложения о выделении привилегированного состава изнасилования, в котором основанием для смягчения ответственности выступает совершение женщиной аморальных поступков и добровольное участие в ситуации, предполагающей повышенный риск совершения изнасилования. Отмечается также, что аморальное поведение потерпевшей может быть учтено в качестве смягчающего ответственность обстоятельства.
Достаточно часто (около 7 % выявленных фактов изнасилования) потерпевшими становятся лица, о которых виновный имел обязанность заботиться (например, дочь или падчерица). В связи с этим в литературе предлагается возможность введения в ст. 131 квалифицирующего признака, усиливающего ответственность за совершение деяния в отношении таких лиц. В настоящее время усиливается ответственность за изнасилование таких потерпевших, лишь если они не достигли определённого возраста.
В соответствии с частью 3 статьи 20 УПК РФ, изнасилование относится к категории дел частно-публичного обвинения, которые по общему правилу могут возбуждаться лишь по заявлению потерпевшей, но не подлежат прекращению в случае выражения потерпевшим намерения отказаться от уголовного преследования. Возбуждение дел об изнасиловании без заявления потерпевшей возможно лишь при исключительных обстоятельствах, определяющих невозможность или затруднительность обращения с заявлением (зависимое состояние, тяжкая болезнь, смерть и т. д.).
Некоторые учёные предлагают разрешить по делам об изнасиловании прекращение уголовного преследования в связи с примирением потерпевшей и виновного лица (П. С. Яни, А. Н. Игнатов, С. Г. Келина, А. В. Сумачёв). Кроме того, предлагается признать возможность освобождения от ответственности или наказания за изнасилование в связи со вступлением потерпевшей и виновного в брачные отношения, носящие реальный (а не фиктивный) характер. Аналогичная норма в настоящее время предусмотрена в статье 134 УК РФ, допускающей освобождение от наказания лица, вступившего в добровольное половое сношение с потерпевшей в возрасте от 14 до 16 лет, в связи с заключением брака.

### Объективная сторона преступления
Объективная сторона изнасилования включает в себя:
- деяние — совершение полового сношения;
- альтернативные способы совершения деяния: применение насилия или угроза его применения к потерпевшей или к другим лицам, либо использование беспомощного состояния потерпевшей.

Исходя из этого, можно выделить три вида изнасилования. В первом для совершения полового сношения виновный применяет насилие к потерпевшей или к другим лицам. Во втором имеет место лишь угроза применения насилия. Наконец, третий вид изнасилования предполагает использование беспомощного состояния потерпевшей без применения к ней насилия.
Если лицо добивается вступления потерпевшей в половое сношение с ним другими способами (например, обманом или обещаниями жениться), состав изнасилования отсутствует (п. 2 Постановления Пленума Верховного Суда Российской Федерации № 11 от 15 июня 2004 года «О судебной практике по делам о преступлениях, предусмотренных статьями 131 и 132 Уголовного кодекса Российской Федерации»). В литературе отмечается, что некоторые виды обмана тесно соприкасаются с использованием беспомощного состояния потерпевшей. Например, если потерпевшая вступает в половое сношение, заблуждаясь относительно личности партнёра (например, приняв постороннее лицо за своего супруга), либо если в силу невежества и под влиянием обмана потерпевшая воспринимает половое сношение как необходимую часть медицинской процедуры, по мнению некоторых авторов, содеянное может квалифицироваться как изнасилование, совершённое с использованием беспомощного состояния потерпевшей, не осознающей характера и социального значения совершаемых с ней действий.
В медицине половым сношением (половым актом, лат. coitus) считается физиологический процесс, началом которого является введение во влагалище полового члена, а завершением — эякуляция и оргазм. Однако данный термин в медицинской литературе и литературе общего характера нередко употребляется и применительно к иным формам половых контактов, сопряжённых с введением полового члена в различные полости тела (оральный секс, анальный секс). Такое толкование воспринималось и судебной практикой до принятия УК РФ 1996 года. Однако с введением в действие УК РФ подобные действия стали рассматриваться как «иные действия сексуального характера», а под половым сношением стал пониматься исключительно естественный гетеросексуальный акт.
Правовое определение понятия «половое сношение» давалось в п. 1 ППВС № 11. В ППВС № 16 данный вопрос не рассматривается. Под половым сношением понимается совершение полового акта между мужчиной и женщиной. В литературе данное понятие нередко уточняется. Так, Г. Л. Кригер предлагает понимать под половым сношением естественный гетеросексуальный акт, имеющий результатом продолжение человеческого рода.
Разграничение между «естественным» гетеросексуальным половым актом и иными формами сексуальных контактов в некоторой мере является искусственным. С ним связаны определённые проблемы при квалификации. Так, действия виновного, совершившего с потерпевшей два насильственных половых сношения, разделённых небольшим промежутком времени, будут квалифицированы только по ч. 1 ст. 131 (в отсутствие квалифицирующих признаков) как единое продолжаемое преступление. Совершение же в аналогичной ситуации полового сношения и иных действий сексуального характера будет квалифицировано по совокупности преступлений, предусмотренных ч. 1 ст. 131 и ч. 1 ст. 132. В результате различными будут максимальные наказания: в первом случае максимальное наказание составит 6 лет лишения свободы, а во втором — 9 лет лишения свободы (в результате частичного сложения наказаний). При этом степень общественной опасности этих деяний примерно одинакова. В литературе отмечается, что «вряд ли в приведённых случаях можно говорить о торжестве принципа справедливости, когда практически сходные деяния влекут столь различные уголовно-правовые последствия». В литературе отмечается, что поскольку санкции и квалифицирующие признаки статей 131 и 132 УК РФ являются идентичными, целесообразным является объединение их в единое деяние.
Термин «насилие» в русском языке понимается как «применение физической силы к кому-нибудь», «принудительное воздействие на кого-, что-нибудь», «умышленное, противозаконное применение физической силы против другого лица, вопреки его желанию». В уголовном праве насилие понимается как совершаемое умышленно и с нарушением правовых норм воздействие на организм или психику потерпевшего, осуществляемое против его воли или помимо его воли.
Наиболее часто встречается физическое насилие, под которым понимается непосредственное физическое воздействие на организм потерпевшей. Физическое насилие предполагает совершение активных действий виновным, в том числе с использованием различного рода орудий и средств. Последствием физического насилия может выступать причинение вреда здоровью потерпевшей. Составом изнасилования охватываются такие виды насилия, как удержание, связывание и иные подобные действия, нанесение побоев, умышленное причинение лёгкого и средней тяжести вреда здоровью потерпевшей. Применение насилия, влекущее более тяжкие последствия, требует дополнительной квалификации.
Спорным является вопрос о включении в содержание физического насилия применения одурманивающих веществ, способных вызвать бессознательное состояние (алкоголь, наркотические средства, психотропные вещества, сильнодействующие и ядовитые вещества). Некоторые учёные (В. И. Симонов) придерживались точки зрения, согласно которой даже принудительное введение в организм потерпевшей таких веществ не образует физического насилия. Общепринятой в настоящее время является точка зрения, согласно которой введение таких веществ в организм потерпевшей против или помимо её воли (в том числе путём обмана) рассматривается как физическое насилие, так как при этом возможно причинение вреда здоровью; добровольное употребление таких веществ не может быть расценено как применение насилия. Споры вызывает также необходимость в таких ситуациях указания в судебно-следственных документах на оба способа применения изнасилования: как применение насилия, так и использование беспомощного состояния. В различных работах предлагается указывать как только на применение насилия или только на использование беспомощного состояния, так и на оба этих способа. Судебная практика также не выработала единой позиции по данному вопросу. Если потерпевшая была приведена в бессознательное состояние с использованием таких веществ с иными целями, нежели совершение изнасилования (например, для изъятия имущества), а умысел на изнасилование возник лишь после их применения, применение данного вида насилия требует самостоятельной квалификации.
Также неоднозначной является позиция учёных и практиков по поводу необходимости прямого физического воздействия на потерпевшую при ограничении её свободы для признания таких действий физическим насилием. Некоторые авторы (И. И. Горелик) вовсе не признают ограничение свободы физическим насилием, другие требуют непосредственного воздействия на тело потерпевшей (связывание рук, применение наручников — Л. Д. Гаухман), третьи признают насилием в том числе такие методы ограничения свободы, которые не связаны с непосредственным физическим воздействием (например, оставление в закрытом помещении — Л. В. Сердюк).
Исторически в теории уголовного права насилие связывалось с преодолением сопротивления потерпевшей. Я. М. Яковлев указывал, что для признания полового сношения совершённым с применением насилия принудительное воздействие виновного на потерпевшую, во-первых, должно являться непрерывным, то есть продолжаться до самого полового сношения (если потерпевшая не впала в состояние беспамятства), во-вторых, должно иметь максимально активный характер с учётом обстановки посягательства, так что у виновного не должно возникать сомнений относительно нежелания потерпевшей вступить в половую связь. Существовало также мнение относительно того, что в отсутствие иных факторов (например, применения оружия или связывания потерпевшей, либо значительного неравенства физических возможностей) совершение насильственного полового сношения одним мужчиной в отношении здоровой женщины невозможно, так как активное сопротивление потерпевшей лишает виновного способности совершить половой акт.
Однако в настоящее время применение физического насилия не связывается с наличием сопротивления потерпевшей, так как теория уголовного права и судебная практика учитывают возможность того, что потерпевшая не сопротивляется виновному из страха перед более серьёзным насилием, в результате понимания бессмысленности сопротивления, либо в результате того, что её воля была парализована внезапным воздействием со стороны виновного.
Составом изнасилования охватывается только такое насилие, которое применяется с целью принудить потерпевшую к вступлению в половое сношение. Применение физического насилия в ходе добровольного полового сношения (например, из садистских побуждений) или уже после полового сношения (для запугивания жертвы), либо в процессе создания условий совершения преступления (при доставлении потерпевшей на место преступления) требует самостоятельной квалификации.
Угроза насилием представляет собой один из видов психического насилия, состоящий в высказывании намерения применить физическое насилие. Угроза может высказываться как в адрес самой потерпевшей, так и в отношении иных лиц, благополучие которых является важным для потерпевшей. Целью применения угрозы является устрашение потерпевшей, направленное на предотвращение сопротивления с её стороны.
Спорным является вопрос о возможности использования для совершения изнасилования иных видов психического насилия, характеризующихся неинформационным воздействием на бессознательную сторону психики потерпевшей (например, гипноз, применение техник нейролингвистического программирования и др.). Эффективность таких методов и техник подавления воли потерпевшей не является общепризнанной.
Угроза при изнасиловании не обязательно носит реальный характер. Виновный может на деле не иметь намерения осуществить угрозу, либо даже не иметь возможности её осуществить. Если угроза воспринималась потерпевшей как реальная, способная осуществиться в реальной действительности и в результате могла использоваться для подавления её сопротивления, этого достаточно для квалификации деяния как изнасилования. В то же время, необходимо учитывать объективные свойства угрозы, так как потерпевшая в силу своих психических свойств может воспринимать как угрожающие и такие действия, которые со всей очевидностью не могли быть реализованы виновным, либо действия, которые вовсе по своим объективным признакам не являющиеся угрожающими.
Угроза при изнасиловании не может быть направлена в будущее: если виновный обещает совершить какие-либо насильственные действия не в данный момент, а в будущем. Несмотря на то, что отдельные учёные (Р. А. Левертова, Ю. В. Александров) признают способом изнасилования и такую угрозу, судебная практика исходит из того, что при этом не создаётся положения безвыходности, при котором единственным способом предотвращения вреда служит согласие на вступление в половое сношение.
Угроза должна быть достаточно существенной, сопоставимой по своей силе с непосредственным физическим воздействием. Например, это может быть угроза нанести побои, причинить вред здоровью, ограничить свободу, заразить каким-либо заболеванием (в том числе ВИЧ-инфекцией), совершить похищение человека, захват заложников, иное насильственное преступление (в том числе насильственного полового преступления в отношении другого лица, благополучие которого дорого для потерпевшей). Угроза совершить иные действия, кроме применения насилия (например, разгласить порочащую информацию, тайну усыновления или удочерения, уничтожить или повредить имущество), не может являться способом совершения изнасилования, однако в определённых случаях может влечь за собой самостоятельную уголовную ответственность (в том числе по ст. 133 УК РФ "Понуждение к действиям сексуального характера).
Форма угрозы может быть как словесной, так и иной: например, угроза может быть выражена в форме жестов, действий (например, демонстрация оружия) и т. п.
Важным элементом состава изнасилования является отсутствие согласия потерпевшей на совершение с ней полового акта с применением насилия или в беспомощном состоянии. Отмечается, что насильственное совершение полового акта с женщиной, имеющей мазохистские наклонности, с её согласия, не является изнасилованием, даже если при этом используются средства приведения её в беспомощное состояние, причиняются побои или лёгкий вред здоровью. Однако применение истязания, причинение тяжкого или средней тяжести вреда здоровью в указанной ситуации может рассматриваться как самостоятельное деяние, квалифицируемое по статьям 111, 112, 117 УК РФ.
Сложным является вопрос квалификации деяния в ситуации, когда потерпевшая выразила несогласие с совершением полового акта, однако сопротивления не оказывала, в результате чего ни насилие, ни угрозы насилием в её отношении не применялись. В судебной практике присутствуют примеры, когда в такой ситуации действия мужчины признавались правомерными:
Однако возможны и ситуации, когда при отсутствии насилия и прямо высказанной угрозы виновный создаёт для потерпевшей такую обстановку, что она не может противостоять его намерениям (например, навязчивые «предложения» вступить в половую связь в обстановке, когда потерпевшая испытывает сильный страх, не чувствует в себе сил для сопротивления и не может обратиться за посторонней помощью). Практикой такие ситуации могут рассматриваться как изнасилование, совершённое с использованием беспомощного состояния потерпевшей. Некоторые авторы предлагают рассматривать такую ситуацию не как использование беспомощного состояния, а как применение угрозы.
Адресатом насилия или угрозы может быть как сама потерпевшая, так и иные лица. ППВС № 16 в п. 4 указывает, что в качестве иных лиц выступают прежде всего близкие родственники потерпевшей.
Однако насилие или угроза в целях преодоления сопротивления потерпевшей может применяться и к иным лицам, благополучие которых ей небезразлично. Перечень таких лиц не ограничен. Следует иметь в виду, что способом совершения изнасилования применение насилия или угрозы в отношении иных лиц может быть только если оно направлено на подавление сопротивления жертвы. Если оно является средством скрыть преступление путём устранения нежелательных свидетелей или устранения препятствий для изнасилования, оно подлежит квалификации как преступление против жизни или здоровья.
Спорным в теории уголовного права является вопрос о необходимости самостоятельной квалификации насилия, применяемого к иным лицам, для преодоления сопротивления потерпевшей. Одни авторы (Н. К. Семернева, И. В. Шишко) указывают, что такое применение насилия охватывается объективной стороной изнасилования и не требует дополнительной квалификации по иным статьям Уголовного кодекса. Другие авторы указывают, что носителем дополнительного объекта (здоровья) в изнасиловании может признаваться только носитель основного, то есть потерпевшая, в отношении которой совершается половое сношение, и, соответственно, применение насилия к другим лицам требует самостоятельной квалификации по статьям о преступлениях против здоровья.
Сложным является вопрос квалификации изнасилования, совершённого с использованием беспомощного состояния потерпевшей. Указывается, что использование беспомощного состояния по существу может рассматриваться как разновидность насилия в форме принуждения к совершению действий, которые лишь терпятся лицом из-за отсутствия реальной возможности препятствовать их совершению. Некоторые учёные указывают, что беспомощное состояние в основном связывается с отсутствием возможности потерпевшей дать явно выраженное согласие на вступление в половую связь, однако практикой использованием беспомощного состояния признаются и ситуации, когда согласие даётся с пороком воли (например, при наличии психического расстройства или малолетнем возрасте потерпевшей), либо когда у потерпевшей отсутствует реальная возможность оказать сопротивление виновному.
Данный признак является оценочным и устанавливается судом с учётом конкретных обстоятельств дела. ППВС № 16 в п. 5 указывает, что лицо может быть признано находящимся в беспомощном состоянии в тех случаях, когда оно в силу своего физического или психического состояния (слабоумие или другое психическое расстройство, физические недостатки, иное болезненное либо бессознательное состояние), возраста (малолетнее или престарелое лицо) или иных обстоятельств не могло понимать характер и значение совершаемых с ним действий либо оказать сопротивление виновному лицу. Виновный, совершая изнасилование, должен сознавать, что потерпевшее лицо находится в беспомощном состоянии.
Спорным является вопрос о возможности признания возможным изнасилования потерпевшей, находящейся в состоянии гипнотического транса. Данный вопрос рассматривался участниками Международного съезда судебных медиков в Брюсселе в 1898 году, где большинство участников признали невозможность такого события, поскольку приведение в состояние гипнотического транса возможно лишь с согласия человека. Однако некоторые правоведы продолжают считать такое изнасилование возможным, например, в ситуации, когда введение в транс осуществляется в иных целях, нежели совершение полового сношения.
В отношении возможности изнасилования потерпевшей, находящейся в состоянии естественного сна, судебными медиками высказывается мнение, что такое деяние возможно лишь в ситуации, когда женщина уже имела опыт половых контактов (не является девственницей) и находится в состоянии чрезвычайного утомления, либо если сон имеет особенно крепкий характер.
Специфику имеет установление беспомощного состояния в ситуации, когда оно вызвано употреблением алкоголя, наркотических средств или других одурманивающих веществ. С беспомощным состоянием связывается лишь тяжкая степень опьянения указанными веществами, которая лишала потерпевшую женщину возможности оказать сопротивление насильнику. В литературе высказывается мнение о том, что высказывание потерпевшей, находящейся в состоянии опьянения, согласия на вступление в половое сношение исключает квалификацию деяния как изнасилования, поскольку даже при отсутствии реального осознания совершаемых с ней действий данный факт исключает вину лица, добросовестно заблуждавшегося относительно волеизъявления потерпевшей.
Судебная практика различает физические и психические причины беспомощного состояния потерпевшей. Для установления наличия такого состояния могут использоваться различные доказательства, среди которых существенная роль принадлежит заключению судебно-медицинской или судебно-психиатрической экспертизы. Для признания изнасилования совершенным с использованием беспомощного состояния потерпевшего лица не имеет значения, было ли оно приведено в такое состояние самим виновным (например, напоил спиртными напитками, дал наркотики, снотворное и т. п.) или находилось в беспомощном состоянии независимо от действий лица, совершившего указанное преступление.
В силу прямого указания закона (примечание к ст. 131) беспомощными признаются также лица, не достигшие 12-летнего возраста, так как, по мнению законодателя, они не могут понимать характер и значение совершаемых с ними действий. Ранее в судебной практике встречались случаи признания малолетних моложе 12 лет (даже, например, 9-летних) способными иметь определённую осведомлённость о сексуальных отношениях между мужчиной и женщиной. При этом Верховный Суд РФ указывал на такие факторы, как образ жизни матери, поведение в семье, наличие предшествующего сексуального опыта. Ввиду этого соответствующие положения закона теоретиками оцениваются как спорные.
Необходимо иметь в виду, что наличие предшествующего сексуального опыта у малолетней потерпевшей не исключает признания её находящейся в беспомощном состоянии, так как сам по себе факт полового контакта не обязательно предполагает знания о характере и значении половых отношений. Равным образом не исключается признание отсутствия беспомощного состояния у малолетней потерпевшей, не имевшей ранее сексуального опыта, но имеющей достаточную степень осведомлённости о социальной сути половых отношений.
Изнасилование следует считать оконченным с момента начала полового акта независимо от его завершения и иных наступивших последствий (п. 7 ППВС № 16). Моментом начала полового акта в научных публикациях признаётся момент проникновения полового члена мужчины в женские половые органы.
Исходя из того, что для признания изнасилования оконченным не требуется наступления каких-либо последствий (например, физиологического завершения полового акта или растления потерпевшей), большинство учёных признаёт состав изнасилования формальным. Некоторые авторы к последствиям изнасилования относят непосредственно совершение полового акта (Л. А. Андреева) или нарушение общественных отношений, выражающееся в ущемлении половой свободы (Б. А. Блиндер) и, соответственно, признают состав изнасилования материальным. Однако подобное мнение не является общепризнанным в науке уголовного права.
Если лицо действовало с целью совершить изнасилование, и применённое им насилие было средством к достижению указанной цели, однако данное намерение не было осуществлена по независящим от него причинам (в том числе, например, при физиологической неспособности осуществить половое сношение из-за отсутствия эрекции, либо вследствие невозможности введения полового члена во влагалище малолетней потерпевшей), имеет место покушение на изнасилование. Как правило, возможно лишь неоконченное покушение на изнасилование. В литературе отмечается, что в исключительных ситуациях возможно и оконченное покушение (например, если в процессе подавления сопротивления потерпевшей ей была причинена смерть, и виновный, не осознавая этого, совершал половой акт уже с мёртвым телом).
В любой момент до начала осуществления полового сношения возможен добровольный отказ от изнасилования. Согласно п. 7 ППВС № 16, если лицо осознавало возможность доведения преступных действий до конца, но добровольно и окончательно отказалось от совершения изнасилования (но не вследствие причин, возникших помимо его воли), содеянное им независимо от мотивов отказа квалифицируется по фактически совершенным действиям при условии, что они содержат состав иного преступления (например, побоев или причинения вреда здоровью).
Повод для добровольного отказа не имеет уголовно-правового значения, если он не является объективным препятствием для доведения преступления до конца. В качестве возможных поводов отказа в литературе называется страх перед наказанием, заражением венерической болезнью или ВИЧ-инфекцией, состояние менструации потерпевшей, просьбы о пощаде и т. д. При этом указывается, что данный перечень специфичен для права России, так как в праве других стран перечень возможных оснований для отказа может быть как более узким (США), так и более широким (Германия). По поводу страха перед наказанием указывается, что следует различать страх перед наказанием, вызванный обстоятельствами, в которых совершение преступления приведёт к практически неминуемому привлечению к уголовной ответственности, и абстрактный страх перед возможным наказанием. Признание отказа добровольным возможно лишь во втором случае. Не является добровольным и отказ от совершения преступления в результате физиологической неспособности совершить половой акт. Не признаётся добровольным отказом перенос намерения совершить половой акт на другую потерпевшую (так, в вышеприведённом примере с нападением на 13-летнюю М. в лесу действия виновного были квалифицированы судом как покушение на изнасилование малолетней и оконченное изнасилование совершеннолетней потерпевшей).

### Субъект преступления
Субъектом изнасилования может являться только мужчина, достигший возраста 14 лет. Женщина может являться лишь соисполнителем изнасилования, если она применяет насилие с целью преодоления сопротивления потерпевшей при групповом изнасиловании. Как мужчина, так и женщина может выступать соучастником изнасилования в роли организатора, подстрекателя или пособника.
Субъектом изнасилования также признаётся лицо, подговорившее (или склонившее иным образом) совершить насильственное половое сношение лиц, не подлежащих уголовной ответственности (например, малолетних или невменяемых). Соучастие в таком случае не возникает, имеет место посредственное причинение.

### Субъективная сторона преступления
Субъективная сторона изнасилования характеризуется виной в форме прямого умысла. Российским правом не воспринята получившая распространение в некоторых государствах мира концепция так называемого «изнасилования по неосторожности», в качестве которого рассматривается совершение полового сношения в ситуации, когда поведение женщины ошибочно воспринимается мужчиной
Мотив и цель не являются обязательным признаком состава изнасилования. Обычно изнасилование совершается с целью удовлетворения сексуальной потребности, то есть по сексуальным мотивам. Встречаются и иные мотивы совершения изнасилования: ревность, хулиганский мотив и др.. Известны случаи совершения изнасилования из мести за нежелание женщины вступить в брак, а также «изнасилования по найму», совершаемого из корыстных побуждений. Согласно социологическим исследованиям, в начале XXI века в России до 3 % жертв изнасилований вместо обращения в правоохранительные органы нанимали исполнителей для «заказного» изнасилования жён, сестёр или дочерей преступников.

## Квалифицирующие признаки
Частью 2 ст. 131 предусмотрена ответственность за изнасилование:
- совершенное группой лиц, группой лиц по предварительному сговору или организованной группой (п. «а»);
- соединенное с угрозой убийством или причинением тяжкого вреда здоровью, а также совершенное с особой жестокостью по отношению к потерпевшей или к другим лицам (п. «б»);
- повлёкшее заражение потерпевшей венерическим заболеванием (п. «в»).

Частью 3 ст. 131 предусмотрена ответственность за изнасилование:
- несовершеннолетней (п. «а»);
- повлёкшее по неосторожности причинение тяжкого вреда здоровью потерпевшей, заражение её ВИЧ-инфекцией или иные тяжкие последствия (п. «б»).

Частью 4 ст. 131 предусмотрена ответственность за изнасилование:
- повлёкшее по неосторожности смерть потерпевшей (п. «а»);
- потерпевшей, не достигшей четырнадцатилетнего возраста (п. «б»)

Частью 5 ст. 131 предусмотрена ответственность за изнасилование потерпевшей, не достигшей 14-летнего возраста, совершенное лицом, имеющим судимость за ранее совершенное преступление против половой неприкосновенности несовершеннолетнего.
Особенности квалификации группового изнасилования разъясняются п. 10 ППВС № 16. Понятия «группа лиц», «группа лиц по предварительному сговору» и «организованная группа», используемые в п. «а» ч. 2 ст. 131 УК РФ, определяются в ст. 35 УК РФ. По данному пункту осуществляется также квалификация изнасилования, совершённого участниками преступного сообщества (преступной организации). Возможны несколько вариантов совершения группового изнасилования:
- несколькими лицами подвергается сексуальному насилию одно или несколько потерпевших лиц;
- виновные лица, действуя согласованно и применяя насилие или угрозу его применения в отношении нескольких потерпевших, затем совершают насильственный половой акт каждый с одной из них.

Участниками группы признаются также лица, содействовавшие осуществлению изнасилования путём применения физического или психического насилия к потерпевшему лицу, даже если они лично не совершали насильственного полового акта. Такие лица признаются соисполнителями группового изнасилования. Как было сказано ранее, эти лица могут быть как мужского, так и женского пола. Ранее в литературе предлагалось квалифицировать действия женщин, применяющих насилие к жертве с целью обеспечить для соисполнителя возможность вступить с ней в половое сношение, как пособничество в преступлении, однако в настоящее время и судебная практика, и теория уголовного права пошла по пути признания таких действий соисполнительством.
Если лицо непосредственно не вступало в половое сношение или не совершало действия сексуального характера с потерпевшим лицом и не применяло к нему физического или психического насилия, а лишь содействовало совершению преступления советами, указаниями, предоставлением информации виновному лицу либо устранением препятствий (в том числе путём применения насилия к лицам, стремящимся воспрепятствовать изнасилованию потерпевшей), а также наблюдало за окружающей обстановкой в момент совершения изнасилования и т. п., оно признаётся пособником изнасилования. Пособничество должно быть активным: не являются пособничеством такие действия, как неоказание помощи потерпевшей, несовершение действий по воспрепятствованию изнасилованию и т. д.
Особенности имеет квалификация действий участников организованной группы: независимо от фактически выполняемой роли, организатор и участники группы несут ответственность как соисполнители преступления по п. «а» ч. 2 ст. 131 без ссылки на ст. 33 УК РФ. Некоторые учёные не соглашаются с таким толкованием закона, требуя оценки действий участников такой группы в соответствии с выполняемыми ролями. Если организованная группа обладает признаками банды, либо если изнасилование осуществляется преступным сообществом, помимо данного пункта ст. 131 вменяются также ст. 209 и 210 УК РФ.
Как и во всех случаях совершения группового преступления, квалификация по п. «а» ч. 2 ст. 131 УК РФ осуществляется только если непосредственное исполнение преступления осуществлялось двумя и более лицами, способными нести уголовную ответственность. Также не может быть признано групповым изнасилованием действия нескольких лиц в отношении одной и той же потерпевшей, осуществлявшиеся независимо, без согласования и оказания содействия друг другу.
Возможна ситуация, когда потерпевшая была согласна на вступление в половое сношение лишь с одним из лиц, являвшихся участником группы, и возражала против совершения аналогичных действий другими её участниками. В таких условиях следует оценивать действия участников группы, с которыми потерпевшая вступила в половое сношение по добровольному согласию, с точки зрения наличия в них признаков соучастия: если данные лица оказывали содействие при совершении изнасилования иными участниками группы, они могут быть привлечены к ответственности за соисполнительство в изнасиловании (если ими применялось насилие или угрозы насилия), либо за пособничество в изнасиловании (при ином характере содействия); в противном случае они не несут ответственности.
Групповое изнасилование окончено с момента начала совершения полового акта любым из участников группы, поэтому независимо от того, удалось ли прочим соучастникам совершить половой акт, они несут ответственность за оконченное преступление. Иное решение вопроса об ответственности возможно лишь в случае изнасилования потерпевшей группой лиц без предварительного сговора, когда имеет место присоединение лица к уже совершаемому преступному деянию; в таком случае действия каждого из соучастников квалифицируются исходя из содержания тех эпизодов преступления, в которых они принимали непосредственное участие.
Под угрозой убийством или причинением тяжкого вреда здоровью, согласно п. 3 ППВС № 16, следует понимать не только прямые высказывания, в которых выражалось намерение немедленного применения физического насилия к потерпевшему лицу или к другим лицам, но и такие угрожающие действия виновного, как, например, демонстрация оружия или предметов, которые могут быть использованы в качестве оружия (нож, бритва, топор и т. п.). Угроза должна являться средством преодоления сопротивления потерпевшей. Следует также оценить наличие у потерпевшей оснований опасаться осуществления этой угрозы.
При групповом совершении изнасилования данный признак вменяется в ответственность всем соучастникам, которые фактически знали о применении подобной угрозы, либо допускали её применение в ходе совершения преступления.
Данный вид угрозы может соединяться с реальным применением насилия. Так, как изнасилование, соединенное с угрозой убийством или причинением тяжкого вреда здоровью, было квалифицировано следующее деяние:
Данный квалифицирующий признак неоднозначно оценивается в уголовно-правовой теории. В. Б. Даниэльбек, рассматривая вопросы применения ст. 117 УК РСФСР (которая соответствует ст. 131 УК РФ) указывал: «вряд ли можно признать обоснованным, когда лицо, фактически нанесшее менее тяжкое телесное повреждение, несёт смягченную ответственность (ч. 1 ст. 117 УК РСФСР) по сравнению с лицом, лишь угрожавшим причинить тяжкое телесное повреждение (ч. 2 ст. 117 УК РСФСР)». Аналогичное мнение высказывал А. Н. Игнатов: «Изучение судебной практики показало, что во многих случаях изнасилований, квалифицированных по ч. 2 ст. 117 УК РСФСР по признаку угрозы смертью или причинением тяжкого телесного повреждения, общественная опасность не больше, чем в случаях, квалифицируемых ч. 1 ст. 117 УК РСФСР».
Сложности в применении данного квалифицирующего признака связаны с тем, что в большинстве случаев угроза носит неопределённый характер, в связи с чем некоторыми учёными предлагается заменить его на поставление потерпевшей в состояние, в котором имеется опасность для её жизни.
Изнасилование следует признавать совершенным с особой жестокостью, если в процессе совершения преступления потерпевшему лицу или другим лицам умышленно причинены физические или нравственные мучения и страдания (п. 11 ППВС № 16). Данный признак является оценочным. Любое изнасилование является жестоким преступлением. Наличие именно особой жестокости устанавливается судом на основании общих представлений о морали и нравственности, принятых в обществе. Особая жестокость может выражаться в издевательстве и глумлении над потерпевшим лицом, истязании в процессе изнасилования, в причинении телесных повреждений, в совершении изнасилования в присутствии родных или близких потерпевшего лица, а также в способе подавления сопротивления, вызывающем тяжелые физические либо нравственные мучения и страдания самого потерпевшего лица или других лиц.
Факт причинения особых страданий потерпевшей или иным лицам должен осознаваться виновным для квалификации изнасилования как совершённого с особой жестокостью. Проявления особой жестокости могут быть связаны с психическими патологиями, имеющимися у потерпевшего, связаны со стремлением отомстить потерпевшей за причинённую в прошлом реальную или воображаемую обиду, быть проявлением комплекса неполноценности, а также выполнять заместительную роль при импотенции или половой слабости. Особая жестокость по времени должна совпадать с совершением полового сношения или предшествовать ему. Причинение потерпевшей страданий после совершения полового сношения требует самостоятельной квалификации.
Ответственность по п. «в» ч. 2 ст. 131 УК РФ наступает в случаях, когда лицо, заразившее потерпевшее лицо венерическим заболеванием, знало о наличии у него этого заболевания, предвидело возможность или неизбежность заражения потерпевшего лица и желало или допускало такое заражение, а равно когда оно предвидело возможность заражения потерпевшего лица, но самонадеянно рассчитывало на предотвращение этого последствия (п. 12 ППВС № 16). Таким образом, данное деяние совершается лишь с умышленной формой вины. При этом дополнительной квалификации по ст. 121 УК РФ не требуется.
При групповом совершении преступления данный признак вменяется только тем участникам группы, которые знали о наличии у одного из соучастников такого заболевания.
Признак «иные тяжкие последствия» является оценочным и устанавливается исходя из конкретных обстоятельств дела. Обычно тяжкими признаются такие последствия, как самоубийство (или покушение на самоубийство) потерпевшей или её близких, а также наступление внематочной беременности. Нормальная беременность судебной практикой долгое время не рассматривалась как тяжкое последствие изнасилования; в литературе данный вопрос являлся спорным. Т. В. Кондрашова предлагала включить наступление беременности потерпевшей в число признаков первого квалифицированного состава изнасилования (ч. 2 ст. 131 УК РФ). А. П. Дьяченко указывал, что «во всех случаях беременность малолетних, несовершеннолетних и лиц, не достигших половой зрелости, следует признавать тяжким последствием изнасилования». Напротив, согласно точке зрения А. Н. Игнатова, беременность уже учтена законодателем в качестве возможного последствия изнасилования при установлении санкции за данное деяние, и её наступление и сопутствующие ему моральные страдания потерпевшей могут учитываться при выборе размера наказания в пределах санкции основного состава изнасилования. Аналогичное мнение высказывалось и другими учёными. Однако в 2014 году Верховным Судом РФ было разъяснено, что беременность потерпевшей входит в число иных тяжких последствий изнасилования (п. 13 ППВС № 16).
Не относится судебной практикой к тяжким последствиям изнасилования и искусственное прерывание беременности, наступившей в результате изнасилования, а также различные осложнения, связанные с прерыванием беременности или родами. Указывается, что данные последствия отделены от события преступления цепочкой случайных событий, вследствие чего между ними и изнасилованием отсутствует закономерная причинная связь.
В истории уголовного права[когда?] к тяжким последствием изнасилования относилось растление потерпевшей, под которым понималась её дефлорация. В настоящее время потеря девственности не рассматривается медициной и юриспруденцией как достаточно серьёзное последствие полового сношения. Кроме того, далеко не всегда при первом половом акте происходит разрыв девственной плевы, в связи с чем данное обстоятельство для виновного носит скорее случайный характер.
В составах п. «б» ч. 3 ст. 131 и п. «а» ч. 4 ст. 131 требуется установление причинной связи между совершением изнасилования и наступлением указанных в законе последствий, а также субъективного отношения к ним виновного. Например, не может быть признано тяжким последствием изнасилования самоубийство потерпевшей, если отсутствует непосредственная связь его с действиями преступника (например, если оно произошло из-за травли и жестокого обращения со стороны родственников потерпевшей, расценивших изнасилование как свидетельство негативного морального облика потерпевшей). Не могут вменяться в вину и иные последствия, которые являются отдалёнными следствиями изнасилования, так как они не осознавались и не могли осознаваться виновным в момент совершения изнасилования.
Спорной является необходимость квалификация по данному пункту ст. 131 самоубийства близких потерпевшей, так как в большинстве случаев такие последствия относятся к числу отдалённых от непосредственного события преступления. Однозначно необходимой является такая квалификация, если самоубийство близких лиц было осуществлено непосредственно в процессе изнасилования и было направлено на его прекращение.
Данные составы относятся к числу преступлений с двойной формой вины, которые предполагают причинение по неосторожности определённых последствий при совершении в целом умышленного деяния.
Неосторожное причинение смерти может быть связано как с характером действий самого виновного в совершении преступления (например, являться результатом чрезмерно активного применения насилия для подавления сопротивления потерпевшей), так и быть связано с действиями самой потерпевшей, стремившейся избежать противоправных действий виновного. При этом не имеет значения оконченность изнасилования: вменение данного пункта возможно и при покушении на изнасилование. Причинение смерти может являться как следствием преступного легкомыслия, так и преступной небрежности виновного.
Действующая редакция ст. 131 УК РФ не содержит указания на заведомость знания о несовершеннолетнем или малолетнем возрасте потерпевшей. Ввиду этого не обязательным является установление достоверного знания виновного о возрасте потерпевшей. В то же время, это не означает, что вменение данного признака возможно при добросовестном заблуждении виновного о возрасте потерпевшей (например, в силу того, что возраст потерпевшей лица приближается к 18-летию или в силу акселерации она выглядит взрослее своего возраста). Судебная практика исходит из того, что исключение из прежней редакции указания о «заведомости» совершения изнасилования потерпевшей, не достигшей определённого возраста, не освобождает органы следствия от обязанности доказывания наличия у виновного лица умысла на совершение инкриминируемых ему действий (п. 22 ППВС № 16). О возрасте потерпевшей лицо может судить как на основании достоверных сведений (например, если оно является её родственником, знакомым, соседом), так и на основании, например, внешнего облика.
Судимость за ранее совершённые преступления против половой неприкосновенности несовершеннолетних должна быть неснятой и непогашенной. К таким преступлениям относятся следующие деяния: изнасилование и насильственные действия сексуального характера, совершённые в отношении лиц, не достигших 18-летнего возраста (ст. 131, 132 УК РФ), понуждение к действиям сексуального характера в отношении несовершеннолетних (ст. 133 УК РФ), половое сношение и иные действия сексуального характера с лицом, не достигшим возраста 16 лет и половой зрелости (ст. 134 УК РФ) и развратные действия (ст. 135 УК РФ). При этом учитываются также судимости за указанные преступления, совершённые лицом в возрасте до 18 лет (п. 14 ППВС № 16).
В случае, если совершённое деяние содержит признаки квалифицированных составов изнасилования, предусмотренных одной частью ст. 131 УК РФ, все они перечисляются при квалификации деяния. Если одновременно присутствуют признаки составов, входящих в разные части ст. 131 УК РФ, квалификация деяния осуществляется по части статьи, предусматривающей наиболее строгое наказание. При этом остальные признаки деяния в обязательном порядке должны найти отражение в описательной части приговора.

## Квалификация и отграничение от других составов преступлений
В ситуации, когда несколько половых актов не прерывались либо прерывались на непродолжительное время и обстоятельства совершения изнасилования свидетельствовали о едином умысле виновного лица на совершение указанных тождественных действий, содеянное следует рассматривать как единое продолжаемое преступление (п. 8 ППВС № 16). Если же между совершением первого и последующего половых актов проходит продолжительный промежуток времени или отсутствует единство умысла, содеянное образует совокупность преступлений. Ст. 131 в таком случае вменяется несколько раз по числу эпизодов преступления.
Поскольку иные сексуальные действия, помимо полового акта, не охватываются составом ст. 131 УК РФ, их насильственное совершение до, во время или после полового акта образует совокупность изнасилования и насильственных действий сексуального характера (ст. 132 УК РФ). При этом для квалификации содеянного не имеет значения, был ли разрыв во времени в ходе совершения в отношении потерпевшей изнасилования и насильственных действий сексуального характера (п. 9 ППВС № 16). Аналогично квалифицируется последовательное изнасилование двух потерпевших, к которым насилие применялось одновременно[нужен вторичный источник].
Умышленное причинение побоев, лёгкого и средней тяжести вреда здоровью потерпевшей охватывается составом изнасилования и не требует квалификации по совокупности. Однако если насилие применялось или угроза насилием выражалась в отношении других лиц, такие действия требуют самостоятельной квалификации по соответствующим статьям УК РФ (п. 4 ППВС № 16).
Умышленное причинение тяжкого вреда здоровью в процессе изнасилования или в связи с ним квалифицируется отдельно по ст. 111 УК РФ. Неосторожное причинение тяжкого вреда здоровью потерпевшей при совершении изнасилования охватывается соответственно п. «б» ч. 3 ст. 131 УК РФ и дополнительной квалификации по другим статьям УК РФ не требует. Действия лица, умышленно причинившего в процессе изнасилования тяжкий вред здоровью потерпевшей лица, что повлекло по неосторожности её смерть, при отсутствии других квалифицирующих признаков следует квалифицировать по совокупности преступлений, предусмотренных ч. 1 ст. 131 УК РФ и ч. 4 ст. 111 УК РФ (п. 12 ППВС № 16).
При совершении убийства в процессе изнасилования, содеянное виновным лицом подлежит квалификации по совокупности преступлений, предусмотренных пунктом «к» ч. 2 ст. 105 УК РФ и ст. 131 УК РФ. Если убийство совершено после окончания изнасилования либо покушения на него в целях сокрытия совершенного преступления, либо по мотивам мести за оказанное сопротивление, содеянное также следует квалифицировать по совокупности как убийство, предусмотренное п. «к» ч. 2 статьи 105 УК РФ и изнасилование (ст. 131) (п. 2 ППВС № 16). В литературе высказывалось мнение о том, что изменения, внесённые в статью 16 УК РФ Федеральным законом от 21 июля 2004 года требуют рассматривать изнасилование при указанных обстоятельствах как обстоятельство, влекущее назначение более строгого наказания за убийство и, соответственно, квалифицировать такое деяние лишь по п. «к» ч. 2 ст. 105 УК РФ. Однако такое толкование не находит подтверждения в судебной практике. В частности, Конституционным Судом РФ по аналогичному делу дано толкование закона, требующее квалификации такого деяния по совокупности преступлений.
Спорным является вопрос квалификации убийства, совершённого после изнасилования, по мотивам издевательства, глумления над потерпевшей или из садистских побуждений. Судами такое убийство нередко квалифицируется как сопряжённое с изнасилованием, однако в уголовно-правовой теории встречаются мнения, согласно которым такое убийство не находится в прямой связи с посягательством на половую свободу или половую неприкосновенность и должно рассматриваться как не сопряжённое с посягательством на данные объекты.
Убийство по некрофильным мотивам (с целью совершения полового сношения с трупом потерпевшей) не рассматривается как сопряжённое с изнасилованием (так как с наступлением смерти все общественные отношения, связанные с человеком, в том числе направленные на охрану его половой свободы и половой неприкосновенности, прекращаются) и при отсутствии иных квалифицирующих признаков квалифицируется по ч. 1 ст. 105 УК РФ. Иную позицию занимает А. Е. Якубов, который предлагает квалифицировать такое деяние как изнасилование, повлёкшее тяжкие последствия. Возможна также дополнительная квалификация таких деяний по статье 244 УК РФ («Надругательство над телами умерших и местами их захоронений»).
Угроза убийством или причинением тяжкого вреда здоровью, если она является способом преодоления сопротивления потерпевшей, охватывается п. «б» ч. 3 ст. 131. Если угроза убийством или причинением тяжкого вреда здоровью была выражена после изнасилования или совершения насильственных действий сексуального характера с той целью, например, чтобы потерпевшее лицо никому не сообщило о случившемся, действия виновного лица при отсутствии квалифицирующих обстоятельств подлежат квалификации по ст. 119 УК РФ и по совокупности с ч. 1 ст. 131 УК РФ (п. 3 ППВС № 16).
При квалификации изнасилования, повлёкшего заражение потерпевшей ВИЧ-инфекцией, несмотря на указание в законе на неосторожное причинение такого последствия, суды исходят из возможности квалификации деяния по п. «б» ч. 3 ст. 131 УК РФ и при умышленном заражении (п. 12 ППВС № 16). При этом дополнительная квалификация по ст. 122 УК РФ не требуется. Следует также учитывать возможности ситуации, когда изнасилование, совершённое ВИЧ-инфицированным лицом, не повлекло заражения потерпевшей данным заболеванием. В данном случае требуется дополнительная квалификация деяния по ч. 1 ст. 122 УК РФ.
Оставление потерпевшей в беспомощном состоянии, в результате которого наступила её смерть, судебная практика предлагает квалифицировать по совокупности преступлений, предусмотренных ст. 131 УК РФ и ст. ст. 125, 105, 109 УК РФ (в зависимости от характера осознаваемых виновным последствий и его намерений).
Совершение полового сношения с угрозой разглашения порочащих потерпевшую сведений, уничтожения, повреждения или изъятия имущества либо с использованием материальной или иной зависимости потерпевшей квалифицируется по ст. 133 УК РФ «Понуждение к действиям сексуального характера».
Изнасилование несовершеннолетней и малолетней потерпевших необходимо отграничивать от ст. 134 УК РФ «Половое сношение и иные действия сексуального характера с лицом, не достигшим шестнадцатилетнего возраста». Ключевым фактором здесь выступает наличие добровольного согласия потерпевшей, не достигшей 16-летнего возраста, на совершение с ней полового акта, при условии, что она осознаёт характер и социальное значение данного действия, которое исключает квалификацию действий виновного по ст. 131 УК РФ.
Если потерпевшая не дала такого согласия, либо в силу особенностей психического развития или ситуации совершения преступления не понимала характера и социального значения совершаемых действий, даже при отсутствии признаков насилия содеянное может рассматриваться как изнасилование потерпевшей, находящихся в беспомощном состоянии. УК РФ в редакции от 29 февраля 2012 года также устанавливает, что такое понимание заведомо отсутствует у потерпевших, не достигших 12-летнего возраста, вследствие чего совершение с ними полового сношения рассматривается как изнасилование независимо от внешней добровольности данного действия.
Покушение на изнасилование необходимо отграничивать от внешне схожих насильственных действий (срывание одежды, попытки повалить, схватить за различные части тела) и угроз, которые не имеют своей целью совершение полового акта с потерпевшей, а совершаются с целью её унизить или из хулиганских побуждений. По направленности умысла такие действия должны квалифицироваться как хулиганство (статья 213 УК РФ, статья 20.1 КоАП РФ) или оскорбление (статья 5.61 КоАП РФ).

## Статистика по числу изнасилований и видам наказания
В 2003 году за изнасилование осудили 5781 человека, в 2008 году — 5283 человека. В дальнейшем число осужденных за изнасилование сократилось и в 2013 году составило 2928 человек. Что касается назначаемого наказания, то всего в 2014 году за изнасилование (статья 131 УК РФ) осудили 2895 человек, из которых подавляющее большинство (2565 человек) получили реальное лишение свободы и лишь 11 % (322 человека) были осуждены к условному лишению свободы. Оправдательные приговоры по статье 131 УК РФ в 2014 году были вынесены в отношении 14 человек, а в отношении ещё 3 лиц дела прекратили по реабилитирующему основанию. За изнасилование без отягчающих обстоятельств (ч. 1 ст. 131 УК РФ) большинство (772 из 895 лиц) приговоренных к реальному лишению свободы в 2014 году получили наказание до 5 лет лишения свободы. За изнасилование несовершеннолетних и при других особо отягчающих обстоятельствах (ч. 3 ст. 131 УК) подавляющее большинство (449 из 584) осужденных к реальному лишению свободы получили от 5 до 15 лет лишения свободы.

### Прекращение дела за изнасилование несовершеннолетних по нереабилитирующим основаниям
По нереабилитирующим основаниям (смерть обвиняемого и другие, кроме амнистии) по частям 3 — 5 статьи 131 УК РФ были прекращены уголовные дела в отношении 4 обвиняемых (0,6 % от общего числа лиц, в отношении которых было вынесено судебное решение).